# اشکان سفلی
اشکان سفلی، روستایی است از توابع بخش مرکزی شهرستان سردشت استان آذربایجان غربی ایران.

## جمعیت
این روستا در دهستان آلان قرار داشته و بر اساس سرشماری سال ۱۳۸۵ جمعیت آن ۱۹نفر (۵ خانوار)
بوده‌است.